# Vlaška, Ćuprija
Vlaška (izvirno srbsko Влашка) je naselje v Srbiji, ki upravno spada pod Občino Ćuprija; slednja pa je del Pomoravskega upravnega okraja.

## Demografija
V naselju živi 322 polnoletnih prebivalcev, pri čemer je njihova povprečna starost 51,6 let (50,8 pri moških in 52,3 pri ženskah). Naselje ima 139 gospodinjstev, pri čemer je povprečno število članov na gospodinjstvo 2,68.
To naselje je, glede na rezultate popisa iz leta 2002, večinoma srbsko.
|  |

| Demografija | Demografija     | Demografija     |
| Leto        | Št. prebivalcev | Št. prebivalcev |
| ----------- | --------------- | --------------- |
|             |                 |                 |
|             |                 |                 |
|             |                 |                 |
|             |                 |                 |
| 1948        | 737             |                 |
| 1953        | 790             |                 |
| 1961        | 816             |                 |
| 1971        | 797             |                 |
| 1981        | 831             |                 |
| 1991        | 856             | 517             |
| 2002        | 843             | 372             |
|             |                 |                 |

| Etnična sestava po popisu iz leta 2002 | Etnična sestava po popisu iz leta 2002 | Etnična sestava po popisu iz leta 2002 | Etnična sestava po popisu iz leta 2002 | Etnična sestava po popisu iz leta 2002 |
| -------------------------------------- | -------------------------------------- | -------------------------------------- | -------------------------------------- | -------------------------------------- |
| Srbi                                   | Srbi                                   |                                        | 333                                    | 89,51%                                 |
| Vlahi                                  | Vlahi                                  |                                        | 23                                     | 6,18%                                  |
| Romuni                                 | Romuni                                 |                                        | 1                                      | 0,26%                                  |
| Romi                                   | Romi                                   |                                        | 1                                      | 0,26%                                  |
| Jugoslovani                            | Jugoslovani                            |                                        | 1                                      | 0,26%                                  |
| Neznano                                | Neznano                                |                                        | 13                                     | 3,49%                                  |